# جيمس إم. ليندسي
جيمس إم. ليندسي (بالإنجليزية: James M. Lindsay)‏ هو عالم سياسة أمريكي، ولد في 29 نوفمبر 1959.